# Firhøj
Firhøj er en tidligere landsby i Søborg Sogn, indtil kommunalreformen i 1970 lå det i Holbo Herred, Frederiksborg Amt, fra 1970 til 2007 i Græsted-Gilleleje Kommune.

## Historie
I 1682 bestod Firhøj af 2 gårde. Det samlede dyrkede areal udgjorde 105,2 tønder land skyldsat til 15,29 tdr hartkorn.